# Encephalartos lebomboensis
Encephalartos lebomboensis — вид голонасінних рослин класу саговникоподібні (Cycadopsida). 
Етимологія: від назви гір Лебомбо, на півночі провінції Наталь, з суфіксом лат. -ensis, що вказує на походження.

## Опис
Рослини деревовиді; стовбури 4 м заввишки, 25–30 см діаметром. Листки довгочерешкові 100—150 см, світло або яскраво-зелені, дуже блискучі. Пилкові шишки 1–3, вузькояйцевиді, жовті, 40–45 см, 12–15 см діаметром. Насіннєві шишки довгі 1–3, яйцеподібні, жовті, 40–45 см, 25–30 см діаметром. Насіння довгасте, 30–40 мм, заввишки 18–22 мм, саркотеста червона.

## Поширення, екологія
Країни поширення: Мозамбік; ПАР (Квазулу-Натал, Мпумаланга); Есватіні. Записаний на висотах від 500 до 1000 м над рівнем моря. Цей вид росте в савановому типу рослинності. Рослини знаходяться на скелях в скелястих ущелинах, росте в чагарниках і на пасовищах.

## Загрози та охорона
Знаходиться під загрозою через надмірний збір і в результаті розширення сільськогосподарської діяльності. Рослини також використовуються в традиційній медицині. Популяції знаходяться в англ. Mlawula Nature Reserve і англ. Itala Game Reserve. 